# Crithmo-Staticion
Crithmo-Staticion, en fitosociologia, és aliança descrita per R. Molinier el 1934 (amb el nom de Crithmo-Limonion) que pertany a l'ordre Crithmo-Staticetalia.
Té com a plantes característiques Daucus gingidium ssp. commutatus, Polycarpon polycarpoides, Limonium sp. pl.
Té una corologia que comprèn la regió litoral mediterrània, amb irradiació al litoral atlàntic. Als Països Catalans es troba ben constituïda en terres ventoses i silíciques (Empordà, Menorca).
L'estructura de les comunitats és en petites mates. En els indrets exposats a vents molt violents s'hi fan plantes denses i en coixinet espinós. A l'Alt Empordà Astragalus tragacantha, a Menorca (i en part de Mallorca) les plantes anomenades socarrells (on trobem la subaliança Launaeenion cervicornis).
Té una ecologia de penya-segats litorals i relleixos rocosos i arenosos amb poca terra, sotmesos a la influència directa del mar, que fa que el sòl hi sigui fortament salí.